# Berit Stevens
Berit Stevens est une joueuse de football belge née le 5 février 1987 à Jette (Belgique). 

## Biographie
Elle arrête sa carrière en juin 2014. Son dernier club est Oud-Heverlee Louvain. Elle a joué auparavant au RSC Anderlecht, au KFC Rapide Wezemaal et au Standard de Liège.
Elle a aussi été internationale belge.

## Palmarès
- Championne de Belgique (5) : 2007 - 2009 - 2011 - 2012 - 2013
- Vainqueur de la Coupe de Belgique (2) : 2007 - 2012
- Finaliste de la Coupe de Belgique : 2009
- Vainqueur de la Super Coupe de Belgique (3): 2009 - 2011 - 2012
- Doublé Championnat de Belgique-Coupe de Belgique (2): 2007 - 2012
- Doublé Championnat de Belgique-Super Coupe de Belgique  (3): 2009 - 2011 - 2012
- Triplé Championnat de Belgique-Coupe de Belgique-Super Coupe de Belgique  (1) : 2012
- Quadruplé Championnat de Belgique-Coupe de Belgique-Super Coupe de Belgique-BeNe SuperCup  (1) : 2012
- Vainqueur de la BeNe SuperCup (2) : 2011 - 2012

### Bilan
- 12 titres

## Statistiques

### Coupe UEFA
- 2006-2007: 3 matchs

### Ligue des Champions
- 2009-2010: 2 matchs
- 2011-2012: 2 matchs
- 2012-2013: 1 match